# Luis Gerardo Méndez
Luis Gerardo Méndez (ur. 12 marca 1982 w Aguascalientes) – meksykański aktor i producent filmowy.

## Kariera
Urodził się i dorastał w Aguascalientes w centrum Meksyku. W wieku 18 lat rozpoczął pracę jako spiker radiowy i uczestniczył w reklamie Walmart
. W 2003 trafił do telenoweli Argos Comunicación/Telemundo Pożeracz serc niewieścich (Ladrón de corazones) oraz debiutował w filmie Santos peregrinos. 
Za rolę syna zamożnego biznesmena – Javiera „Javi’ego” Noble w czarnej komedii My, dobrze urodzeni (Nosotros los nobles, 2013) był nominowany do nagrody Ariela. Na scenie teatralnej wystąpił m.in. w musicalu Hoy no me puedo levantar (2006–2007) jako Colate, Avenue Q (2008) w roli Eugenio, adaptacji scenicznej Dziwny przypadek psa nocną porą (2013) jako Christopher Boone i monodramie Hotel Good Luck (2015). Za rolę Christophera Boone’a w przedstawieniu Dziwny przypadek psa nocną porą w 2014 otrzymał nagrodę Agrupación de Críticos y Periodistas de Teatro (ACPT).

## Życie prywatne
W 2014 podczas wywiadu ujawnił swój homoseksualizm. Od 2012 związał się z Pablo Chemorem.

## Filmografia

### Filmy
- 2003: Santos peregrinos jako Mao
- 2005: Manos libres jako Marcelo
- 2006: Tierra de gringos jako Fresa
- 2006: La niña en la piedra jaka Joaquín
- 2006: Efectos secundarios jako Ignacio joven
- 2007: Tus amigos
- 2008: Más allá de mí jako Rufino
- 2009: Sincronia
- 2010: Sucedió en un día jako Guía novato
- 2010: 180º jako Beto
- 2010: Hidalgo: La historia jamás contada jako Rodríguez
- 2010: 3 Shots jako Jaime
- 2011: La otra familia jako George
- 2011: Viento en contra jako Andrés
- 2011: Bacalar jako Luis
- 2013: My, dobrze urodzeni (Nosotros los Nobles) jako Javier „Javi” Noble
- 2013: No sé si cortarme las venas o dejármelas largas jako Lucas
- 2013: Shakespeare tuvo una hermana jako Marcos
- 2014: Cásese quien pueda jako Gustavo Mendes
- 2014: I Brake for Gringos jako turysta policjant
- 2014: Cantinflas jako Estanislao Shilinsky
- 2014: Paraíso
- 2015: Elvira, te daría mi vida pero la estoy usando jako Ricardo / Adrián
- 2015: The brothers Huffington-Fynne
- 2015: Dom (wersja hiszpańska) jako Oh (głos)
- 2019: Zabójczy rejs (Murder Mystery) jako Juan Carlos
- 2019: Aniołki Charliego (Charlie’s Angels) jako El Santo

### Seriale TV
- 2003: Pożeracz serc niewieścich (Ladrón de corazones) jako Raúl
- 2004: Wieczny płomień miłości (Gitanas) jako Claudio
- 2005: Corazón partido jako Ignacio 'Nacho' Echarri
- 2007: Lola, érase una vez jako Damián Ramos 'Bataca'
- 2008: Vecinos jako Piloto
- 2009: Gregoria la cucaracha
- 2009: Mujeres asesinas jako Luis
- 2009: Los simuladores
- 2009-2012: XY jako Julián Reverte
- 2010: Gritos de muerte y libertad jako
- 2010: Kapadocja (Capadocia) jako Luis
- 2011: El encanto del águila jako José León Toral
- 2012: La clínica jako Miguel
- 2012: La familia P. Luche jako Manuel
- 2015–2019: Club de Cuervos jako Salvador „Chava” Iglesias
- 2016: Drunk History jako Hernán Cortés
- 2018: La balada de Hugo Sánchez jako Salvador „Chava” Iglesias
- 2021: Narcos: Meksyk jako Víctor Tapia
- 2021–2022: Los enviados jako Pedro Salinas
- 2022: Belascoarán jako Héctor Belascoarán Shayne